# João II de Brabante
Jan II de Brabante, o Pacífico (27 de setembro de 1275 — Tervueren, 27 de outubro de 1312), foi duque de Brabante e de Limburgo de 1294 a 1312.
Foi filho de João I, duque de Brabante e de Limburgo, e de Margarida de Flandres.
Torna-se noivo de Margarida da Inglaterra em 1277, aos dois anos de idade, e casa-se com ela aos quinze. Sucede a seu pai em 1294 devido às revoltas contra este último que se dão em Brabante. Torna-se o governante do ducado com a ajuda de seu tio, Godofredo d'Aerschot.
Toma parte, em seguida, de uma liga com o rei da Inglaterra e Guy de Dampierre, conde de Flandres, e outros senhores contra Filipe IV o Belo, rei da França. Hesitações impedem que uma ofensiva seja lançada contra a França e a liga se desmantela em 1300.
Impõem-se, ainda, na região que se tornaria, no futuro, parte da Bélgica, e combate o imperador Alberto de Habsbourg, que procura reafirmar sua autoridade na área.
En 1303, combate o conde Jan II de Holanda, que se demora no estuário do rio Escaut, mas é derrotado.
Sofrendo de problemas renais, assina em sua cama de morte a Carta de Kortenberg, que é o início da constituição escrita do ducado de Brabante. Morre em 1312.

## Casamento e filhos
Casa-se na abadia de Westminster, em 9 de julho de 1290, com Margarida da Inglaterra (1275 † 1333), filha de Eduardo I, rei da Inglaterra e de Leonor de Castela. Têm :
- João III (1300 † 1355), duque de Brabante e de Limburgo.

Deixa também filhos ilegítimos.